# Csajághy Gyula
Csajághy Gyula (Csongrád, 1875. június 16. – Szentes, 1945. június 23.) költő, dalköltő. Élete során több mint 100 műdalt írt. Írói álneve Darázs Miska volt.

## Élete

Csajághy Gyula költő, dalszerző családjával 1912 körül

Születésének körülményeiről annyit tudunk, hogy korán árvaságra jutott: édesanyja belehalt a szülésbe, apja egy évvel később hunyt el, így került intézetbe. Négy éves volt, amikor egy Csajághy Lajos nevű férfi fogadta örökbe. Hat elemi elvégzése után apja maga mellé vette inasnak és a borbélymesterségre tanította, ám a fiút jobban érdekelte az irodalom. Nemcsak olvasta, írta is a verseket. 16 éves volt, amikor első költeménye (Hideg sincsen, mégis befagyott a tó…) megjelent a Tiszavidék c. lapban, ami azonban kiváltotta az irodalommal szemben ellenséges érzéseket tápláló nevelőapja haragját. Ekkor határozta el, hogy nem marad a szülői házban. Szegedre költözött, ahol egy Cserzy Mihály nevű borbélymester mellett vállalt munkát, aki akkoriban elismert író volt a városban. Cserzy pártfogásába vette az ifjú tehetséget, s Csajághynak hamarosan versei jelentek meg a Szegedi Lapban. Költeményei jó visszhangot váltottak ki. Cserzy révén megismerkedett a híres papköltő Szabolcska Mihálylyal, a cigányprímás Dankó Pistával és Gárdonyi Gézával is, akik személyesen biztatták, jó tanácsként lelkére kötötték, hogy ne hagyja abba, akármerre megy, folytassa a versírást.
1892-ben a fővárosba került, ahol színházi borbélyként dolgozott. A következő évben Egerbe költözött, ahol újra egy borbélyműhelyben kapott állást, de itt már kulturális téren is megmutatta tehetségét: színházi műkedvelők között rendezett darabokat és dalokat is írt, amikkel nagy sikert aratott. Az egri éveket a katonai szolgálat szakította meg: háromévnyi katonáskodás után 1899-ben Csépára került, ahol borbélyműhelyt nyitott, de itt is maga köré gyűjtötte a fiatalokat: dalárdát és önképzőkört alakított, valamint önkéntes tűzoltó egyesületet létesített. Közben megnősült, gyermeke született, de kisfia és felesége is hamar meghaltak. 1903. február 16-án újra megnősült: egy szentesi leányt, Madarasi Papp Máriát vette feleségül. (Közös gyermekük, Mariska gyermekrablás áldozata lett, ám a csodával határos módon 3 évvel később megtalálták.) Csépáról 1908-ban Budapestre költöztek, ahol előbb egy építészeti iroda könyvelője, majd egy nyugdíjas klub tisztviselője lett. Közben az Új Budapest c. lap munkatársaként is dolgozott.
1914-ben behívták katonának. 1916-ban az orosz fronton megsebesült és fogságba esett: egy hangszergyárban kellett dolgoznia, ahol megtanult hegedűt készíteni. 1918-ban súlyos betegen tért haza Oroszországból. Nem sokkal később (1919) - hogy felgyógyuljon betegségéből - Szentesre költöztek felesége rokonaihoz, ám 1920-ban már újra Pesten voltak. Csajághy kiváltotta a zöldségkereskedő igazolványt, s ettől kezdve virág- és zöldségkertészettel foglalkozott. Felesége azonban nem bírta a munkával járó megterhelést, ezért üzletüket bezárták, és Csajághy kénytelen volt új munkahely után nézni. Egy fővárosi hivatalban kapott gondnoki állást, a szegények ügyeit intézte. Ám itt sem dolgozhatott nyugodtan: amikor egy ügyben főnöke hamis tanúzásra akarta rávenni, ő ezt kereken megtagadta, ezért főnöke elbocsájtotta. Ettől kezdve nyomorban éltek. 1936 és 1939 között még egy éremgyárban kapott munkát, ám 1939 februárjában végleg Szentesre költözött feleségével.

## Zenei és irodalmi munkássága

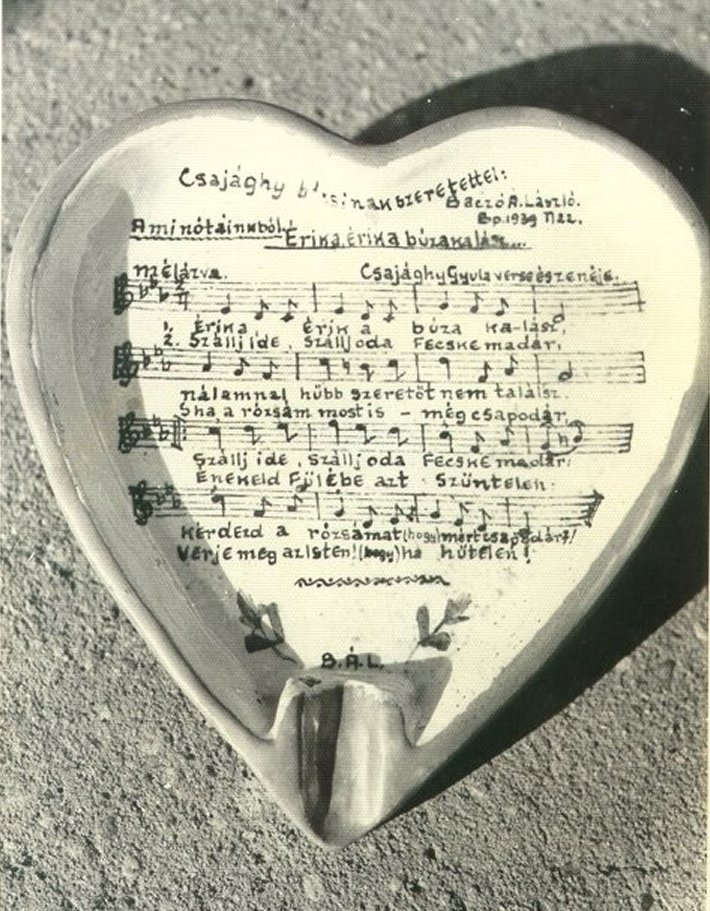
Csajághy bácsinak szeretettel - a népszerű nóta kottája Baczó A. László nótaszerző ajándékaként

Minden munkája közben szenvedélyesen írta népies stílusú verseit, melyeket gyakran meg is zenésített. Dalaival számos dalpályázaton vett részt. Egy-egy nótája eleinte „népdalként” terjedt szájról szájra később különféle kottagyűjtemények részeként. Legtöbb a „Magyar Zeneszó” és a „Magyar Zenealbum” kiadásában jelent meg. Bár a kottát nem ismerte, zenei képzettsége nem volt, könnyen megjegyezhető dalai, fülbemászó melódiái ismertté tették nevét zenei körökben.
Csajághy Gyula szerzeményeibe beletekintve azonnal meg lehet állapítani, hogy tipikusan az ugynevezett „alföldi” tipusú-stílusú műdalok (közismerten: nóták) kategóriájába tartoznak. … bizony láthatóan megküzdött egy-egy sikerült daláért. E sikerült dalok általában az un. „Mi nótáinkból” c. sorozatból kerültek ki. … Viszonylag könnyedén versel, szépen gördülő sorai természetesen csengenek, könnyen ihletik a dallamot…
Népszerűségére jellemző, hogy két ízben még a Zeneakadémiára is meghívták nóta-estet tartani, sőt külföldre is eljutott a híre: Helsinkiben, Rigában, de még a Milánói Scalában is felcsendült egy-két költeménye. Sok ismert színész és énekes kereste fel ekkoriban Csajághyt, hogy nótát „rendeljenek” tőle. Az „Érik a, érik a búzakalász” c. dala egy korabeli magyar filmben, a Magyar rapszódiában is elhangzott.
Dalai mellett versei is figyelemre méltóak. Költeményeiben, az emberi értékek dominálnak: a szülők tisztelete, a hitvestárs és a haza szeretete mellett a magyar irodalom iránt érzett rajongása is megmutatkozik. Nem egy közülük igazi remekmű. Verseinek többsége kéziratban maradt fenn.

## Szentesen

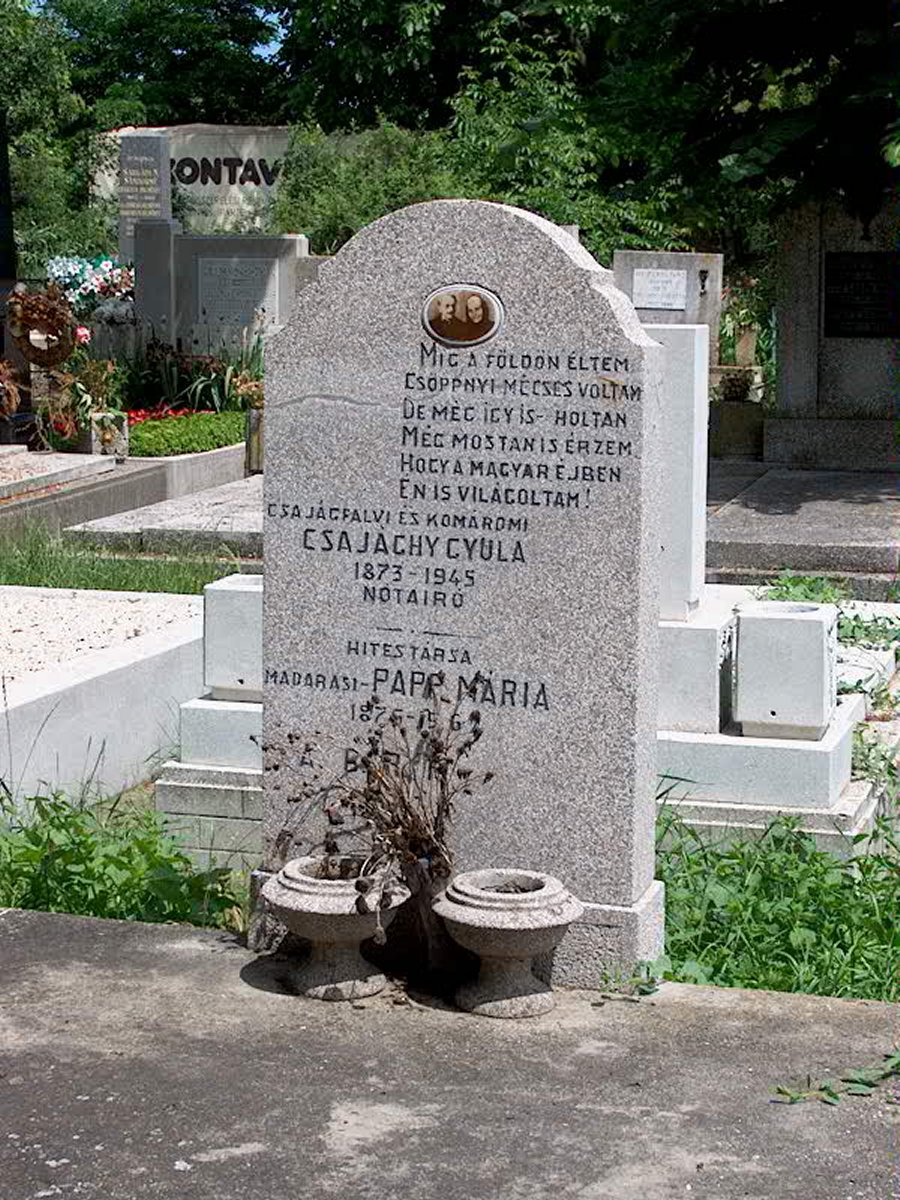
Csajághy Gyula sírja a szentesi Szeder temetőben

A sikerek ellenére nagy szegénységben élt feleségével. A 30-as évek közepén már pokrócvarrásból éltek, de ez nem fedezte a 22 pengős havi lakbérét. Az elmaradások miatt 1936-ban kilakoltatták lakásából. Egy darabig még Pesten tengődtek, majd 1939 februárjában hazaköltöztek Szentesre. Jellemző, hogy spórolásból gyalog tette meg a 160 kilométeres utat. Szentesen kezdetben egyetlen fix „jövedelme” volt a Magyar Zeneszerzők Országos Egyesületének szerzői jutaléka, mely az ő esetében évente 29 pengőt és 30 fillért jelentett. Kanász Nagy Sándor polgármester azonban segítségére sietett a neves dalköltőnek, s egészen haláláig az anyakönyvi hivatalban dolgozhatott. Ezzel együtt Szentesen is nagyon szűkösen éltek, ám szegénysége nem vette el életkedvét. A költészet mellett szentesi házuk 1 holdas kertjében hódolhatott másik nagy szenvedélyének, a kertészkedésnek.
Házára (Nagyhegy 180/b) hatalmas betűkkel írta ki: Vén Darázs fészek. Közelebb érve a vendég egy másik feliratot is észrevehetett:
Akinek a kicsi soha se lesz kevés,
Dáriussá teszi a … megelégedés! 
Sírja a Szeder temetőben található, irodalmi és zenei hagyatékát a Szentesi Levéltár őrzi.

## Főbb művei
A mi nótáinkból. „Darázs Miska” – Csajághy Gyula – ma „Vén Darázs” válogatott dalai. 1892 – 1937. (e-Könyvtár Szentes)

## Róla szóló irodalom
- Egy kis leány regénye. Csajághy Manci története. Világ 1911. aug. 30.
- Csajághy György: Néhány gondolat Csajághy Gyula nótaköltő munkásságáról és életéről. 1875-1945. Szentes, 1987
- Nevezetes dalköltőnk: Csajághy Gyula. In: Szentes helyismereti kézikönyve. (Szerk: Kis-Rácz Antalné, Labádi Lajos, Vörös Gabriella) Szentes, 2000
- Csajághy Gyula (Csongrád, 1875. - Szentes, 1945.) In: Kurca-parti dallamok - Millenniumi hangverseny szentesi zeneszerzők műveiből. Szentes, 2001
- Csajághy Gyula (Csanytelek, 1875 – Szentes, 1945. jún. 23.): dalszerző, költő. In: In: Magyar Életrajzi Lexikon 1000-1990 (Szerk.: Kenyeres Ágnes - HTML változat: Magyar Elektronikus Könyvtár)
- Vágvölgyi Zoltán: Ami az anekdotás kötetből kimaradt. Csajághyék legszebb karácsonya. Szentesi Élet 2014. dec. 19. (e-Könyvtár Szentes)
- Szentes irodalmi emlékei. Szerk.: Vágvölgyi Zoltán. Szentes, 2016. (e-Könyvtár Szentes)